# Orstomicoccus madecassus
Orstomicoccus madecassus är en insektsart som beskrevs av Mamet 1962. Orstomicoccus madecassus ingår i släktet Orstomicoccus och familjen ullsköldlöss.
Artens utbredningsområde är Madagaskar. Inga underarter finns listade i Catalogue of Life.